# 繪圖管線
绘图流水线（Graphics pipeline，亦称绘图管线）是计算机图形系统将三维模型渲染到二维屏幕上的过程。简单地说，在计算机即将显示电子游戏或三维动画内的三维模型时，绘图流水线就是把该模型转换成屏幕画面的过程。由于这个过程中所进行的操作严重依赖用户所使用的软件、硬件等，因此并不存在通用的绘图流水线。尽管如此，现今存在着类似Vulkan、OpenGL和DirectX的图形接口，将相似的操作统一起来，并把底层硬件抽象化，以减轻程序员的负担。
为了争取更多的优化机会，绘图流水线大多时候是用硬件实现的。尽管预渲染同样可以使用显卡计算，但由于其相对于一般实时渲染流水线更加依赖显卡的通用运算单位，因此这个过程一般仅用于形容实时渲染。

## 概念
三维绘图流水线通常用于表示最常见的一种计算机渲染方式，三维多边形渲染，并且与光线投射、光线追踪分别开来。在光线投射中，摄影机从其所在点发射一束光线，并且在该光线撞击表面某个点时，计算该点的颜色和光照。这个过程在三维多边形渲染中则恰恰相反，程序首先计算摄影机可见的区域，然后再从摄影机可见的每个表面的每个部分，发射一束光线并将其追溯到摄影机上。